# Josep Busquets i Òdena
Josep Busquets i Òdena (Fontscaldes, 14 de juny del 1914-Barcelona, 11 de gener del 1998) va ser un escultor català.
Nasqué el 14 de juny a Fontscaldes, es traslladà ben aviat amb la seva família a Valls. Inicià la seva formació a l'Escola del Treball de la mateixa població als divuit anys i començà formant-se en matèries com el dibuix, la pintura i el modelatge. El segon pas de Busquets fou inscriure's al Taller-Escola de la Pintura i Escultura de la Generalitat de Catalunya a Tarragona, on tingué com a mestres l'escultor Joan Rebull, el pintor Ignasi Mallol i Casanova i l'escriptor Josep Maria Capdevila i Balanzó, d'entre altres. Com molts joves de la seva generació, Josep Busquets fou cridat a files per l'exèrcit republicà per participar en la guerra civil, al front d'Aragó. S'inicià així una ruptura important entre la formació i l'ofici que el mantingué aturat durant dos anys. En tornar a Valls continuà la seva formació amb l'escultor Salvador Martorell, ajudant de Rebull en aquells moments. Reprengué així l'activitat d'escultor i s'inicià com a docent de l'antiga Escola del Treball de Valls el 1940. Més tard s'instal·là a Barcelona, on realitzà la seva primera exposició individual, a la Sala Campañá, el 1943. Es casà a la població de Blancafort, el febrer de 1942, amb Rosa Masalles i tingué una única filla, Montserrat, el 1945.

## Obra

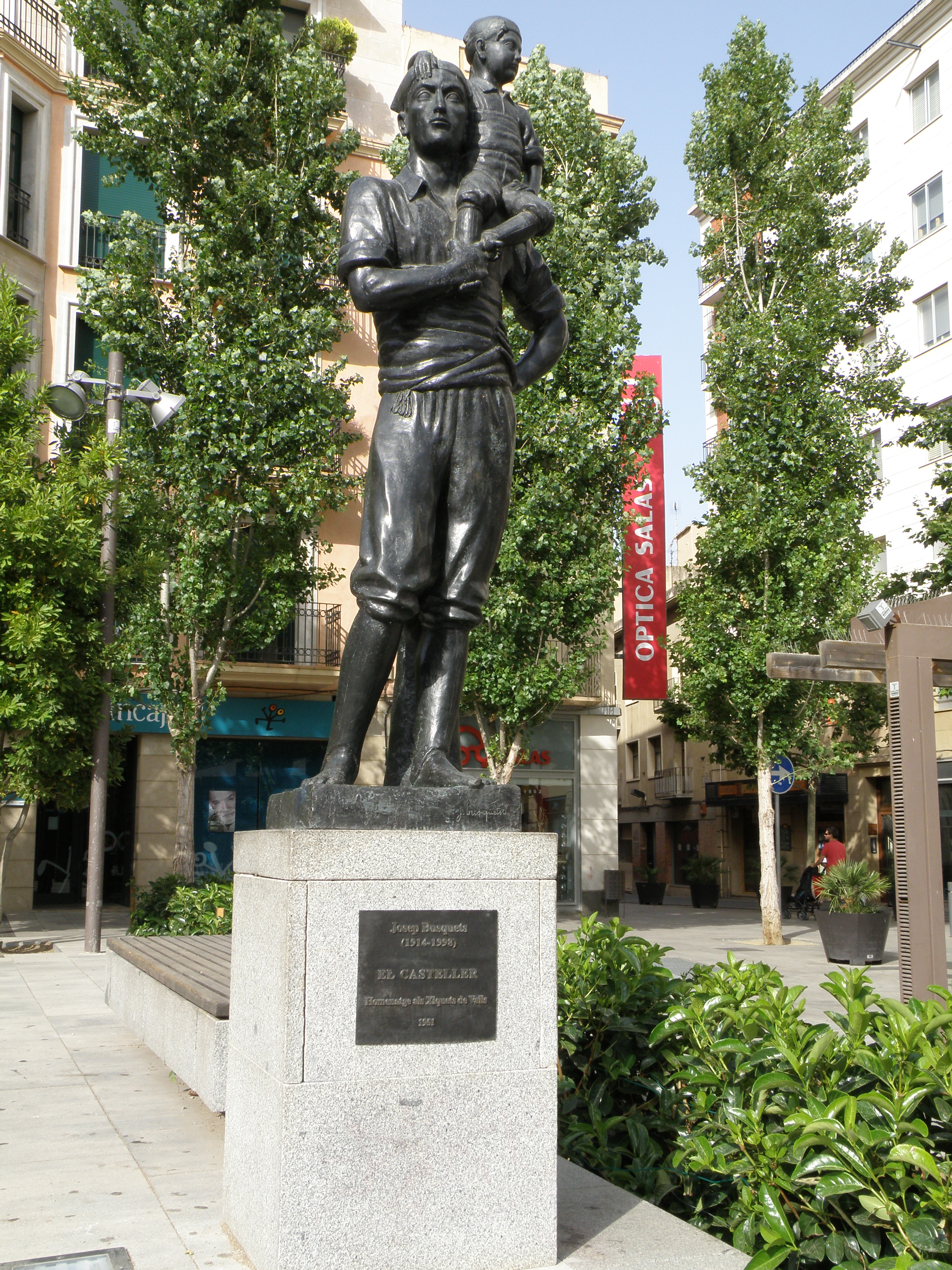
El casteller (1951), situat a la plaça del Pati de Valls

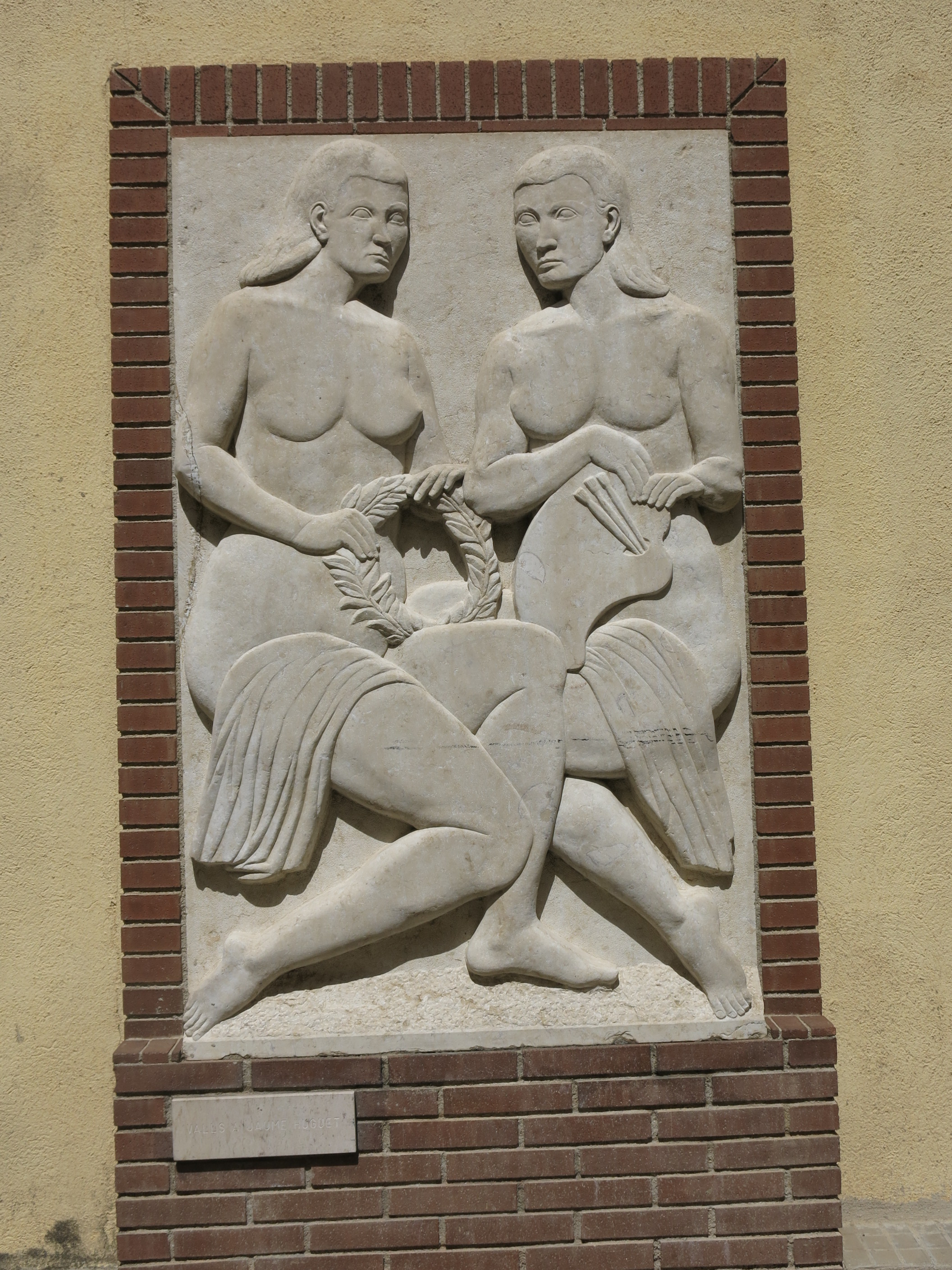
Valls a Jaume Huguet, al Pius Hospital de Valls

La major part de la seva obra realitza per encàrrec. Entre la producció religiosa sobresurt la imatgeria per a diverses esglésies vallenques. És l'autor del Monument als Xiquets de Valls (1969). Busquets, tot i conèixer tots els procediments i materials i oferir-nos obres en fusta, bronze, terra cuita i pedra, va tenir molt clar que el seu procediment preferit era el de la talla directa, és a dir, treball individualitzat sense ajudants ni desviant l'obra cap a altres procediments.
En les seves obres es pot veure reflectida la seva formació en la qual la idea de l'«obra ben feta» estava incorporada fermament en l'aprenentatge de l'artista. Aquesta fou gairebé una norma educativa propiciada pels pensadors noucentistes que no s'aplicà solament en l'art, sinó també en els oficis artístics i de tota mena, i en qualsevol activitat quotidiana.
Un dels temes més coneguts i practicats per l'artista ha estat el del nu, relacionat amb la figura femenina com a tema constant, estudis del cos i de la naturalesa orgànica. Aquest tema ha estat un dels més representats per diverses raons com: la possibilitat que propicia de ser un model únic de creació personal, la realització d'un treball de volums, un joc de plantejar i resoldre ritmes, plans, correspondències i harmonies en tres dimensions, i la recerca de la relació real entre la llum i l'ombra, el ple i el buit. Busquets la representa en múltiples posicions: dempeus, ajaguda, recolzada, asseguda, arrupida, adormida, emmirallant-se, pentinant-se, aparellada, somniadora, primitiva, hieràtica..., així com en diferents àmbits: com a pagesa, com a mare, com a banyista, ... Els materials utilitzats són diversos: pedra, bronze, marbre, guix o terra cuita. Segons paraules de l'artista es pot diferenciar la seva obra en tres èpoques: «La primera, molt valenta, la segona, més suau, i la tercera, la talla directa».

## Exposicions[5]
- 1940: Participa en una exposició col·lectiva d'artistes vallencs, Valls i també en una exposició col·lectiva a Tarragona.
- 1943: Primera exposició individual, Sala Campañá, Barcelona.
- 1945: Exposició col·lectiva d'artistes vallencs, Valls.
- Exposició col·lectiva, Galeries Reig, Barcelona.
- Exposició individual, Galeries d'Art Syra, Barcelona
- 1947: Exposició individual, Galeries d'Art Syra, Barcelona
- 1950: Exposició col·lectiva “Artistes de Valls”, Tarragona
- 1951: Exposició col·lectiva d'artistes vallencs, Valls.
- 1952: Exposició col·lectiva internacional, Bilbao.
- Exposició individual, Saló d'Art “Els Madrazo”, Madrid
- 1956: Exposició individual, Galeries d'Art Syra, Barcelona
- 1958: Exposició col·lectiva del “Cercle Jaume Huguet”, Tarragona i Valls
- 1960: Exposició individual, Sala Vayreda, Barcelona
- 1961: Exposició individual amb motiu de les festes “Decennals de la Candela”, Valls
- 1963: Exposició individual, Sala Vayreda, Barcelona
- 1968: Exposició individual, Sala Vayreda, Barcelona
- 1969: Inauguració del monument “Als xiquets de Valls”
- 1970: Inauguració del monument “Al folklore català”, Sant Adrià del Besòs
- 1971: Inauguració del monument a Jaume Huguet, Valls
- 1972: Exposició individual, Sala Parés, Barcelona
- Exposició col·lectiva inaugural de la Galeria Ars, Valls
- 1975: Exposició individual, Sala Parés, Barcelona
- 1976: Exposició individual, Galeria del Cisne, Madrid
- 1979: Exposició col·lectiva “Artistes vallencs, avui”, Valls
- Exposició col·lectiva de dibuixos a la Sala Vayreda, Barcelona

## El Taller-Museu
El seu taller a la Masia Reduan a Valls va ser transformat en Taller-Museu, que presenta una mostra representativa de l'obra de l'esculptor en totes les períodes, a més de les obres que es poden admirar a edificis públics i esglésies de Valls.